# Къща на улица „Гоце Делчев“ № 7
Къщата на улица „Гоце Делчев“ № 7 (на македонска литературна норма: Куќа на улица „Гоце Делчев“ бр. 7) е възрожденска къща в град Щип, Република Македония. Къщата е обявена за значимо културно наследство на Република Македония.

## Архитектура
Сградата е разположена улица „Гоце Делчев“ № 7. Изградена е в 1931 година и е класически пример за архитектурата от времето. Състои се от приземие и етаж. Сградата има хармонична форма. Входната врата е разположена на издадената част. Прозорците на етажа са украсени с елементи, наподобяващи драперия.